# Promised Land (album Queensrÿche)
Promised Land – album grupy Queensrÿche wydany w 1994 roku. 
Według danych z kwietnia 2002 album sprzedał się w nakładzie 741,648 egzemplarzy na terenie Stanów Zjednoczonych.

## Lista utworów
1. "9:28 a.m." (Scott Rockenfield) – 1:43
2. "I Am I" (Chris DeGarmo, Geoff Tate) – 3:56
3. "Damaged" (DeGarmo, Tate) – 3:55
4. "Out of Mind" (DeGarmo) – 4:34
5. "Bridge" (DeGarmo) – 3:27
6. "Promised Land" (DeGarmo, Eddie Jackson, Rockenfield, Tate, Michael Wilton) – 7:58
7. "Disconnected" (Rockenfield, Tate) – 4:48
8. "Lady Jane" (DeGarmo) – 4:23
9. "My Global Mind" (DeGarmo, Rockenfield, Tate, Wilton) – 4:20
10. "One More Time" (DeGarmo, Tate) – 4:17
11. "Someone Else?" (DeGarmo, Tate) – 4:38

## Twórcy
- Geoff Tate – wokal, saksofon, keyboard
- Michael Wilton – gitara
- Chris DeGarmo – gitara, fortepian, wiolonczela, sitar
- Eddie Jackson – gitara basowa
- Scott Rockenfield – perkusja